# 单位 (社会组织)
单位，即工作单位，是中华人民共和国从計劃經濟时期乃至当代市场经济时期的一个专有名词，是对人所工作的组织机构的泛指统称。“单位”按性质可以分为机关单位、事业单位、企业单位，按规模可以分为“大单位”、“小单位”。
1949年中華人民共和國建國起30年间，由于实行“企业办社会”等政策，单位具有很强的社会管理功能，职工的住房、伙食、医疗、子女入学等社会福利与服务均由单位提供，许多单位自行设立食堂、医院、成人高等学校、中小学、幼儿园、公安局、保卫处，部分行业系统设立专门人民法院、专门人民检察院，有时结婚与外出旅行等个人事项也需要单位批准。一个较大的单位往往就是一个完整的小社会。改革开放轉型為社会主义市场经济後，单位的种种社会职能逐渐减弱消失。1989年，《中华人民共和国城市居民委员会组织法》通过后，单位的大部分社会职能由城市居民自治组织居民委员会取代，单位行使的政府职能则上交地方政府。